# Бересновата
Бересновата, Березнягувата — річка  в Україні, у Олександрійському  районі Кіровоградської області, права притока Бешки (басейн Дніпра).

## Опис
Довжина річки приблизно 6 км.

## Розташування
Бере  початок на південному сході від Нової Праги. Тече переважно на північний схід через Григорівку і між селами Іванівкою й Головківкою впадає у річку Бешку, праву притоку Інгульця. 